# Julus lusitanicus
Julus lusitanicus är en mångfotingart som beskrevs av Karsch 1881. Julus lusitanicus ingår i släktet Julus och familjen kejsardubbelfotingar. Inga underarter finns listade i Catalogue of Life.